# Харроп, Джош
Джош Ха́рроп (англ. Josh Harrop; родился 15 декабря 1995, Стокпорт) — английский футболист, полузащитник клуба «Челтнем Таун».

## Клубная карьера
Воспитанник академии «Манчестер Юнайтед».
Дебютировал в основном составе «Манчестер Юнайтед» 21 мая 2017 года, выйдя в стартовом составе в матче Премьер-лиги против «Кристал Пэлас» и забил гол.
Летом 2017 года покинул «Юнайтед» в качестве свободного агента, подписав контракт с клубом «Престон Норт Энд».

## Карьера в сборных
В 2014 году провёл три игры за сборную Англии до 20 лет.